# ニコラ・ユロ
ニコラ・ジャック・アンドレ・ユロ（フランス語: Nicolas Jacques André Hulot、1955年4月30日 - ）は、フランスのジャーナリスト、報道写真家、テレビプロデューサー、環境運動家、政治家。エマニュエル・マクロン政権の環境連帯・移行省大臣（環境相）を務めた。

## 経歴

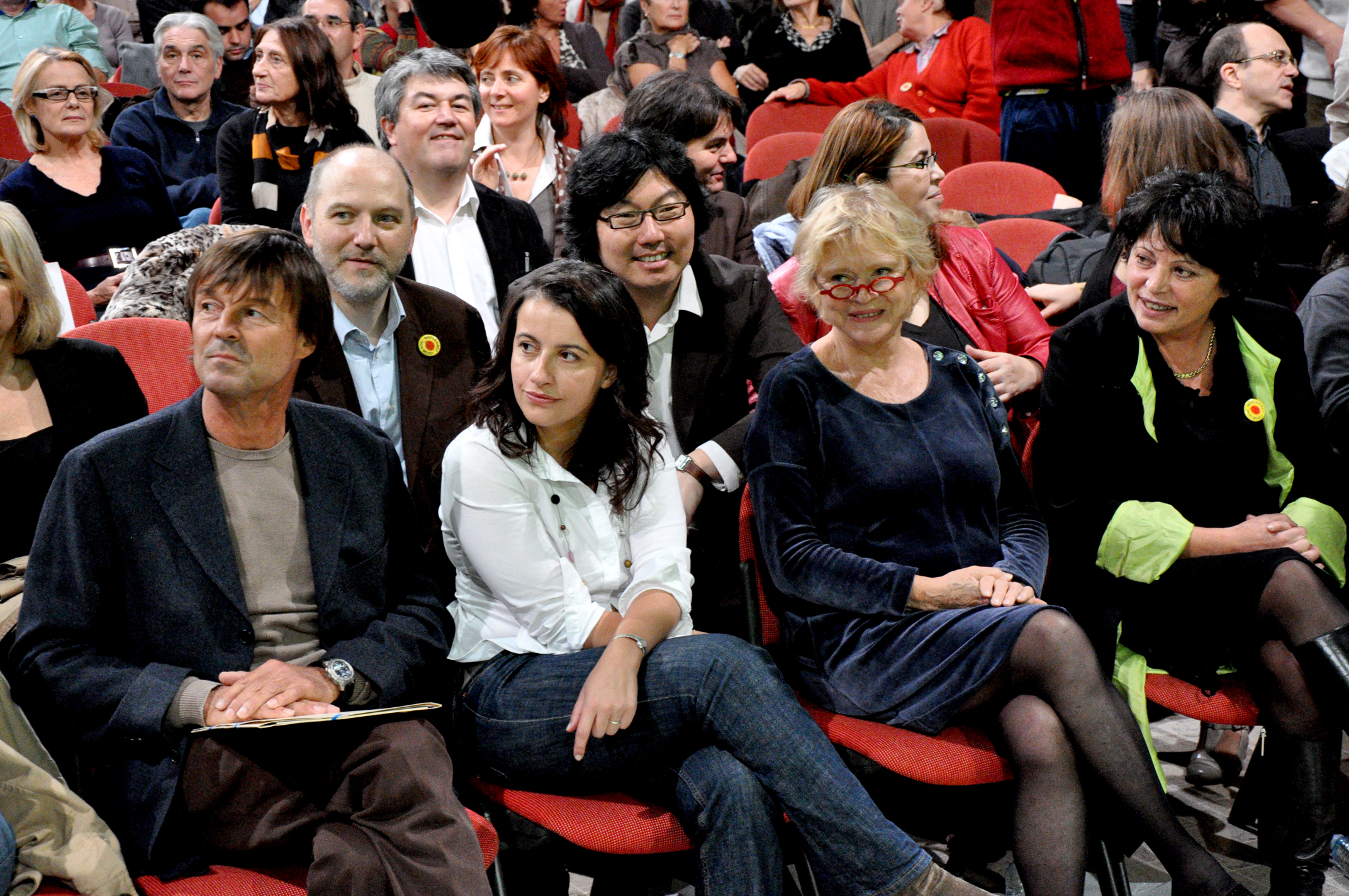
ヨーロッパ・エコロジー＝緑の党全国書記のセシル・デュフロ、イル＝ド＝フランス地域圏交通担当知事のジャン＝ヴァンサン・プラセ、欧州議会議員のエヴァ・ジョリ、ミシェル・リヴァジらと（2010年11月13日）

ノール県リール生まれ。パリ16区の私立エコール・サン＝ジャン＝ドゥ＝パッシー、ニースの私立コレージュ・サッセルノ、パリ6区のリセ・フェヌロンCPGEなどを経て1973年にバカロレア取得後、パリ第6大学医学部に入ったが6か月ほどで退学した。報道写真家になり1976年にはグアテマラ内戦、さらに南アフリカやローデシアなどを取材しイアン・スミスにインタビューした。また1979年にはジャック・メスリーヌが蜂の巣で射殺されるパリ18区の現場にまさにいたが、写真を撮ることは断った。
2012年-2015年、地球保護担当共和国大統領特使。2015年、レジオンドヌール勲章コマンドゥールを受章。
2017年5月、国務大臣、エコロジー移行・連帯省大臣に就任。同年7月6日、パリ協定目標達成に向けて、2040年までにガソリン自動車とディーゼル自動車の販売を終了させる方針を発表した。
2018年8月28日、ラジオ番組で環境大臣辞任を表明。